# 奧匈帝國解體
奧匈帝國解體是第一次世界大戰之後最大的地緣政治事件之一。1917年十月革命和1918年十四點和平原則促進了民族獨立的思潮。1918年10月17日，匈牙利宣布終止和奧地利的聯盟，並宣布獨立。10月28日，捷克斯洛伐克宣布獨立。10月29日，南斯拉夫宣布獨立。11月3日，西烏克蘭宣布獨立。11月6日，波蘭在克拉科夫復國。

## 背景

### 奧匈帝國的覆滅
1918年，奥匈帝国的经济形式受恶化。左翼的工人组织开始有人罢工。在意大利最后一次进攻奥匈帝国时，前线在食物和弹药供应不足的情况下，国家还是派遣军队前往前线作战，导致战况失利。英法和意大利在结束了維托里奧威尼託的决定性进攻后，1918年11月3日，奥匈帝国签署了《維拉朱斯蒂停戰協定》。
奧匈帝國的前線宣告嚴重失利。
|                           | 1918年春天，幾乎全部中歐人民都民不聊生，且後來情況持續變差。 1918年夏天，食物供應程度下降到了“飢餓之冬”的程度。之後又出現了流感的爆發，導致至少有2000萬的人死亡。社會上人們疲累不堪，大家都渴望和平。 |
| ——歷史學家亞歷山大·沃森， | |

1918年春天，奧匈帝國的社會因飢荒和流行病而以驚人的速度崩潰。奧匈帝國的首都維也納和布達佩斯，左翼自由者以及政治家（反對黨）支持少數民族分裂。這些左翼政治家和左翼自由主義者支持協約國的“反對君主製而使用獨黨制”作為政府形式（一戰同盟國國家德國、奧地利、土耳其及保加利亞都是君主制國家），並且認為自己是國際主義者而不是愛國主義者。

### 奧匈帝國的解體
隨著協約國即將贏得一戰的勝利，此前一直呼籲在各個領域實現更大程度自治的民族主義運動開始敦促完全獨立。隨著帝國的瓦解，皇帝的統治權開始被動搖。
作為提出十四點和平原則的美國總統威爾遜呼籲奧匈帝國的各民族要有“自由和自由的發展機會”。作為回應，皇帝卡爾同意在1917年再次召開帝國會議，並允許每個民族和國家集團可以組成一個聯邦。然而，這些國家團體的領導人拒絕了這個想法。他們不信任維也納，也不信任帝國，他們想要馬上就獲得獨立。
1918年10月14日，外交部長布里安·馮·拉幾克茲（Baron István Burián von Rajecz）要求根據十四點停戰。兩天後，皇帝卡爾發表了一項公告，即《1918年10月16日帝國宣言》，這將改變奧匈帝國的雙君主制的政治結構，而原本屬於波蘭的帝國領土和加利西亞地區被授予脫離帝國的選擇權。雖然如此，但帝國政府還是試圖保留加利西亞和洛多梅里亞的部分地區以煽動波蘭與烏克蘭發生衝突以遏制波蘭，目的是建立一個在帝國境內的烏克蘭政體。旨要建立一個“德意志人、捷克人、南斯拉夫人、烏克蘭人聯邦國”，其中每個民族都會有一個帝國委員作代表。的里雅斯特將獲得特殊地位，為匈牙利則可以維持“聖斯蒂芬的神聖王國”。

### 領土分配

#### 第一次世界大戰結束後不久
下列國家為奧匈帝國解體後成立、復國後得到領土擴張的國家：
- 奧地利（即是德意志奧地利）
- 匈牙利（不久後被社會主義支配，但又得到復國（英语：Hungarian Republic (1919–1920)））
- 捷克斯洛伐克
- 波蘭（本屬之地後來被短命國家塔爾諾布熱格共和國和後來的社會主義波蘭爭奪）
- 南斯拉夫，獨立後結合斯洛文尼亞人、克羅地亞人等巴爾幹半島民族而建立的國家，後來與塞爾維亞合併為塞爾維亞人、克羅埃西亞人和斯洛維尼亞人王國。
- 羅馬尼亞 - 領土範疇：大羅馬尼亞，獲得的地方為特蘭西瓦尼亞
- 意大利王國 - 獲得伊斯特里亞半島
- 西烏克蘭人民共和國（短命的烏克蘭民族國家，後來併入烏克蘭人民共和國）、胡楚爾共和國、蘭克共和國、戈曼薩共和國和加利西亞蘇維埃社會主義共和國，但這些短命國家都被併入波蘭、捷克斯洛伐克、匈牙利與羅馬尼亞

以前向奧地利尋求保護的國家列支敦士登和瑞士建立了關稅和國防的國家聯盟，因而轉用瑞士貨幣而非奧地利貨幣。 1919年4月，奧地利最西部的省份福拉爾貝格開始了投票，而多數的人投“加入瑞士”。然而，瑞士卻無視結果
|  |  | 一戰之後奧匈帝國領土裡各民族的分佈 德意志人 匈牙利人 羅馬尼亞人 斯洛維尼亞人 南斯拉夫人（克羅埃西亞人、塞爾維亞人） 波蘭人 斯洛伐克人 意大利人 魯塞尼亞人 |